# L'Ange-Gardien (La Côte-de-Beaupré)
Pour les articles homonymes, voir L'Ange-Gardien.
Ne doit pas être confondu avec L'Ange-Gardien (Les Collines-de-l'Outaouais).
L'Ange-Gardien est une municipalité du Québec située dans la MRC de La Côte-de-Beaupré dans la région de la Capitale-Nationale, en banlieue de Québec.

## Toponymie

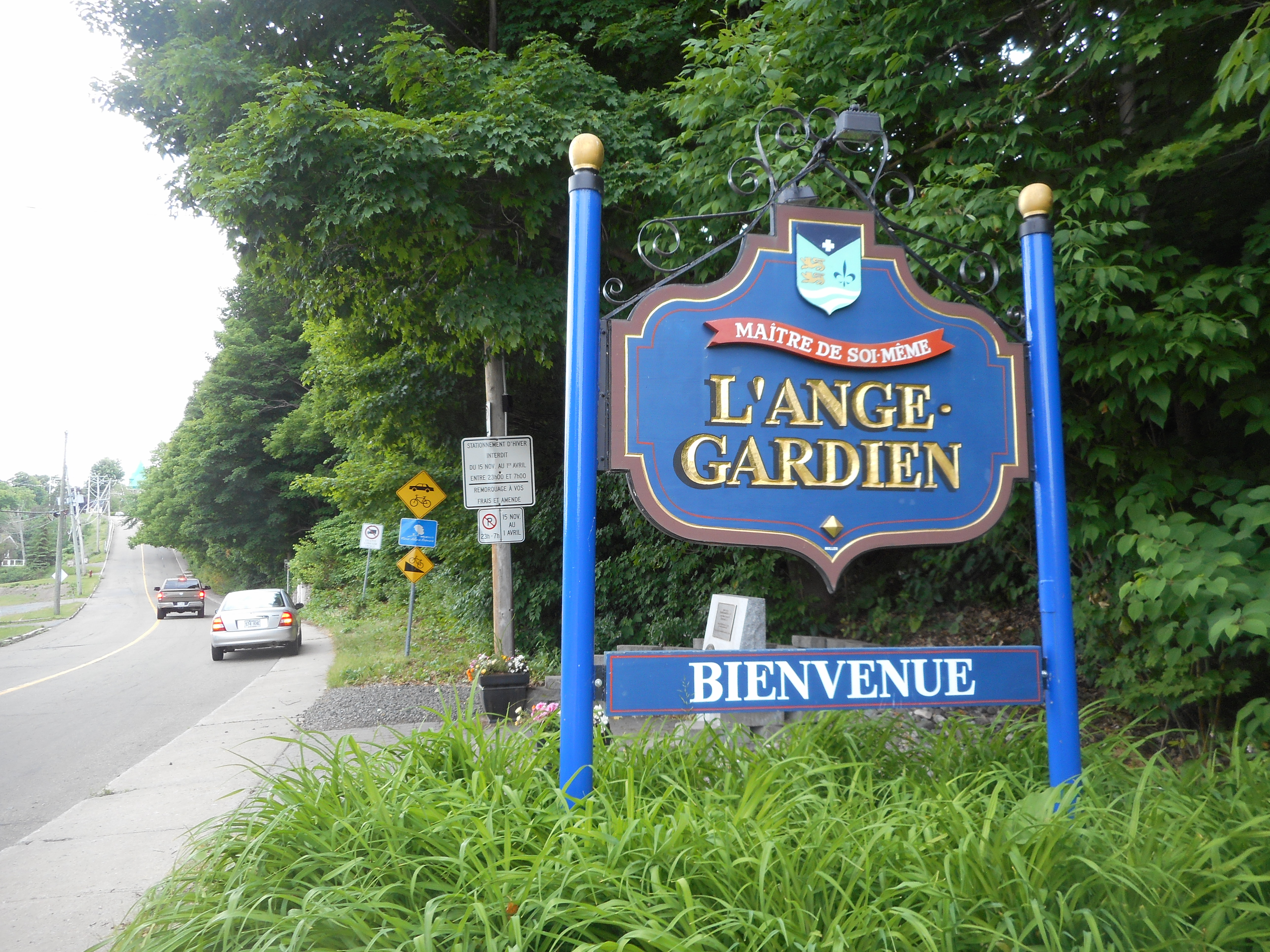
Bienvenue

« Monseigneur François de Laval, érige canoniquement la paroisse des Saints-Anges-Gardiens en 1664, nom que conservera, en le dépluralisant, la chapelle baptisée en 1670 et dont héritera la municipalité de paroisse créée en 1845, abolie deux ans plus tard et rétablie en 1855, ainsi que le bureau de poste ouvert en 1861 et dont le nom a été amputé de l'article initial jusqu'en 1964 ».
L'Ange-Gardien a changé son statut de municipalité de paroisse pour celui de municipalité le 6 juin 2007.
En 2009, L'Ange-Gardien a mis la mairie de la municipalité en vente. En 2012, la mairie n'est toujours pas vendue.

## Géographie

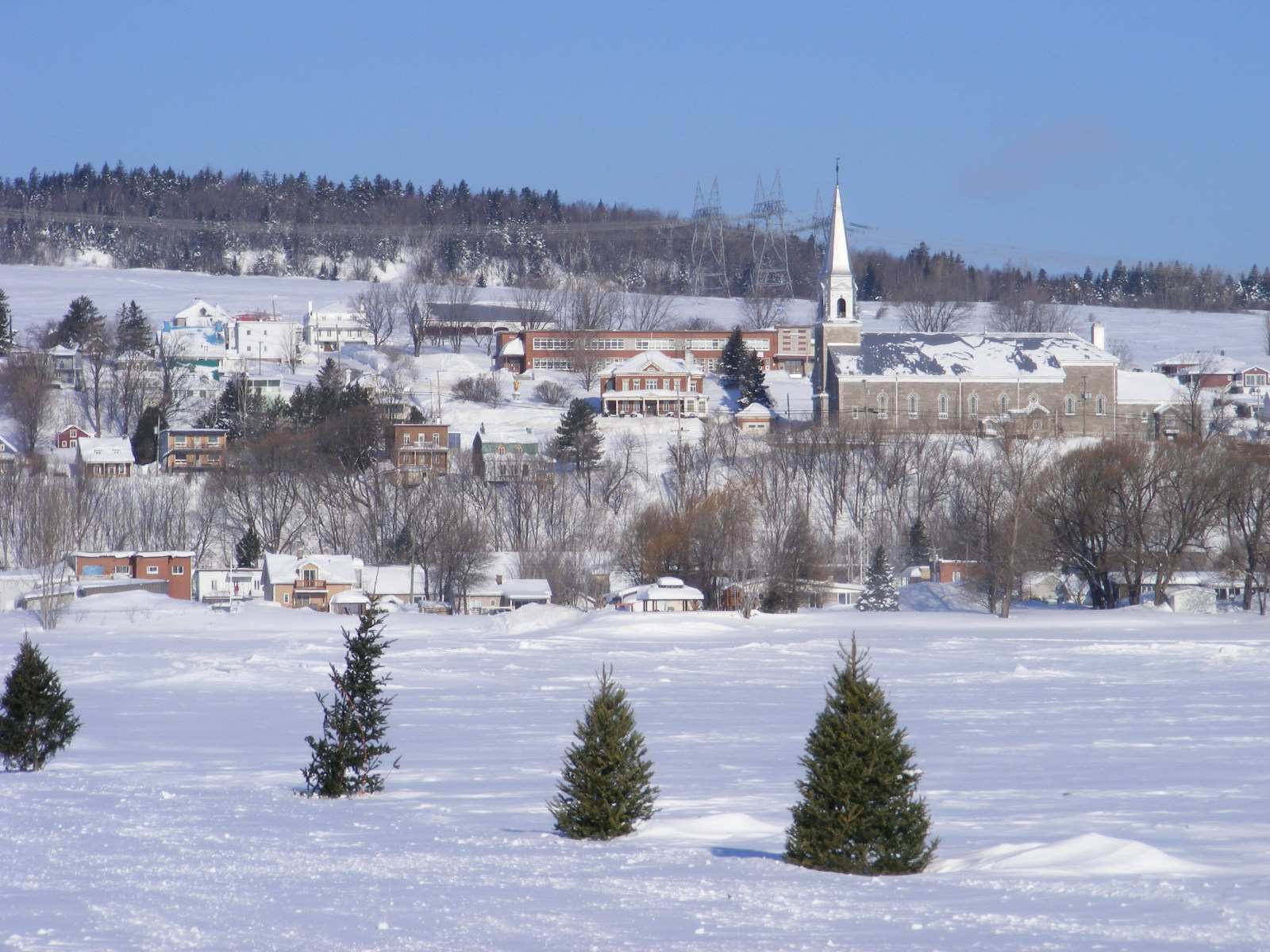
L'Ange-Gardien en hiver.

La municipalité est située devant le chenal de l'Île d'Orléans. Elle est accessible par la route 138.
À partir de son crénon, dans le nord-ouest de la municipalité, la rivière Ferrée coule vers le sud-est.
La rivière la Retenue coule vers le sud-ouest jusqu'à son embouchure dans le lac de la Retenue.
À partir de son crénon, dans le nord-est, la rivière du Petit Pré coule vers le sud-est jusqu'à son embouchure dans l'estuaire du Saint-Laurent.

## Démographie
| 2011  | 2016  | 2021  |
| ----- | ----- | ----- |
| 3 634 | 3 695 | 3 807 |

## Administration
Les élections municipales se font en bloc pour le maire et les six conseillers.
| L'Ange-Gardien Maires depuis 2001                                                                                    |                   |         |          |
| Élection | Maire             | Qualité | Résultat |
| 2001 | Pierre Lefrançois |         | Voir     |
| 2005 | Pierre Lefrançois | Voir    |          |
| 2009 | Pierre Lefrançois | Voir    |          |
| 2013 | Pierre Lefrançois | Voir    |          |
| 2017 | Pierre Lefrançois | Voir    |          |
| 2021 | Pierre Lefrançois | Voir    |          |
| Élection partielle en italique Depuis 2005, les élections sont simultanées dans toutes les municipalités québécoises |                   |         |          |

## Personnalité
- Michel Bolduc, ancien joueur de hockey avec les Nordiques de Québec.
- Marie-Catherine Huot, supérieure de la Congrégation de Notre-Dame de Montréal.

## Monuments

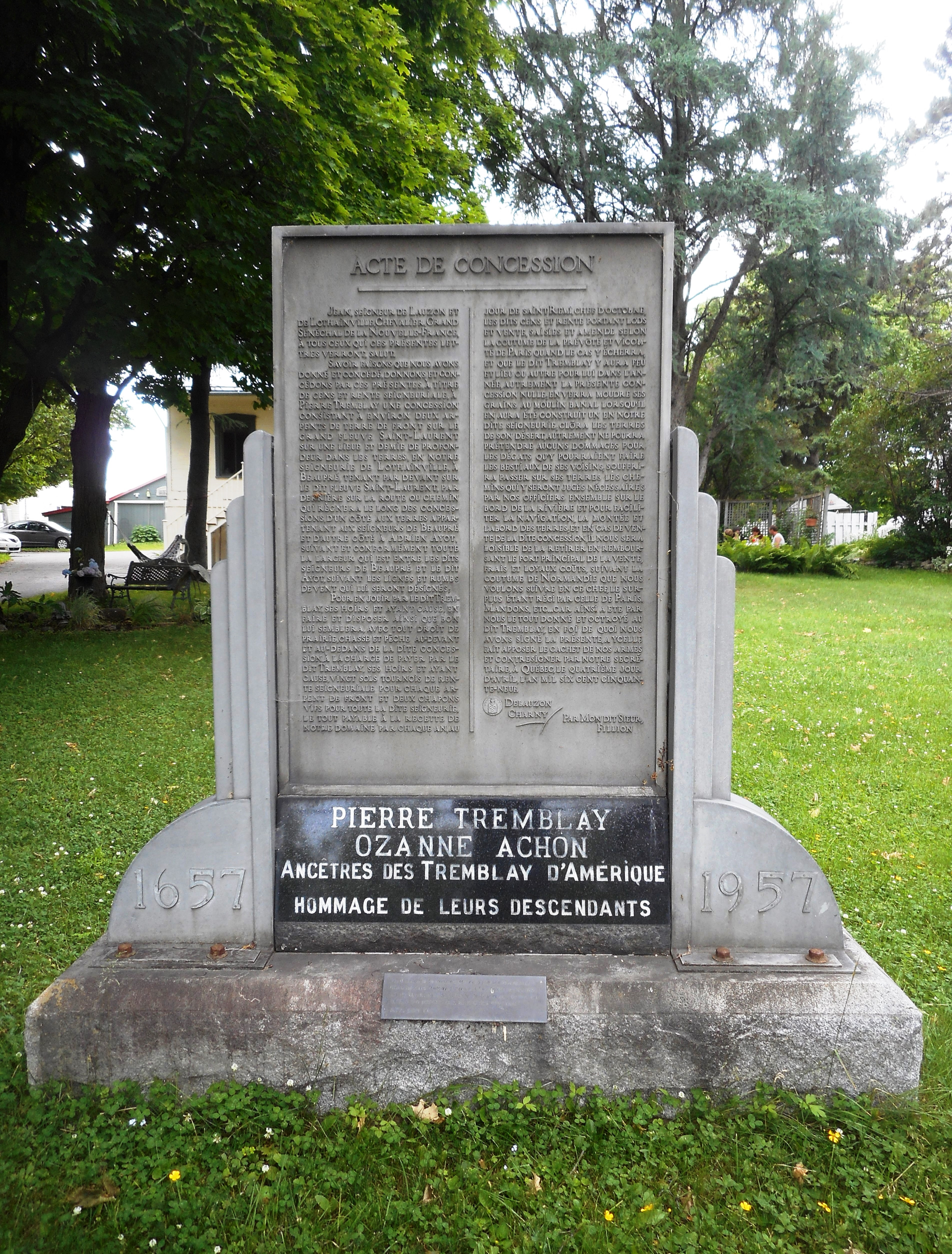
Pierre Tremblay
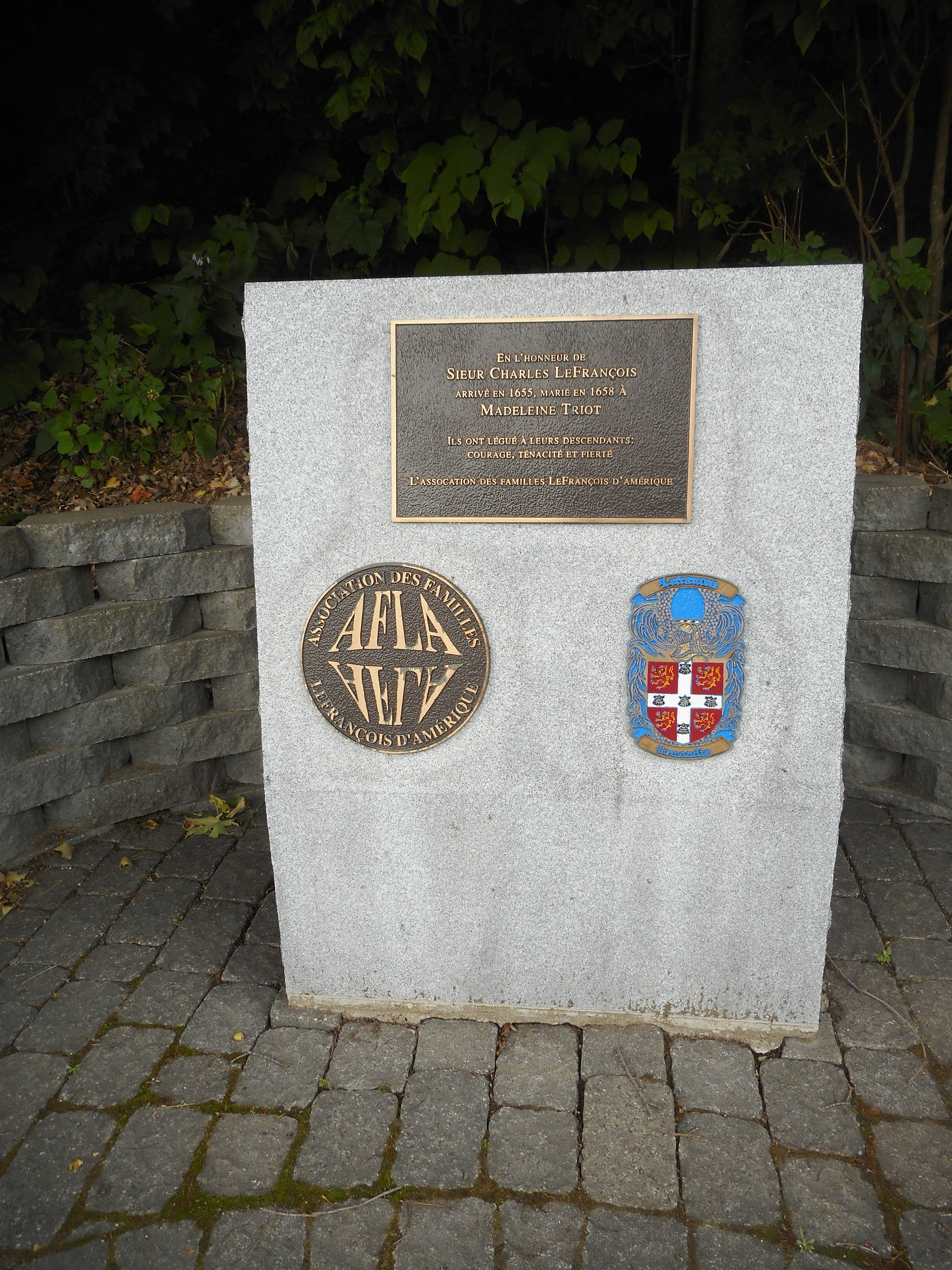
Charles LeFrançois
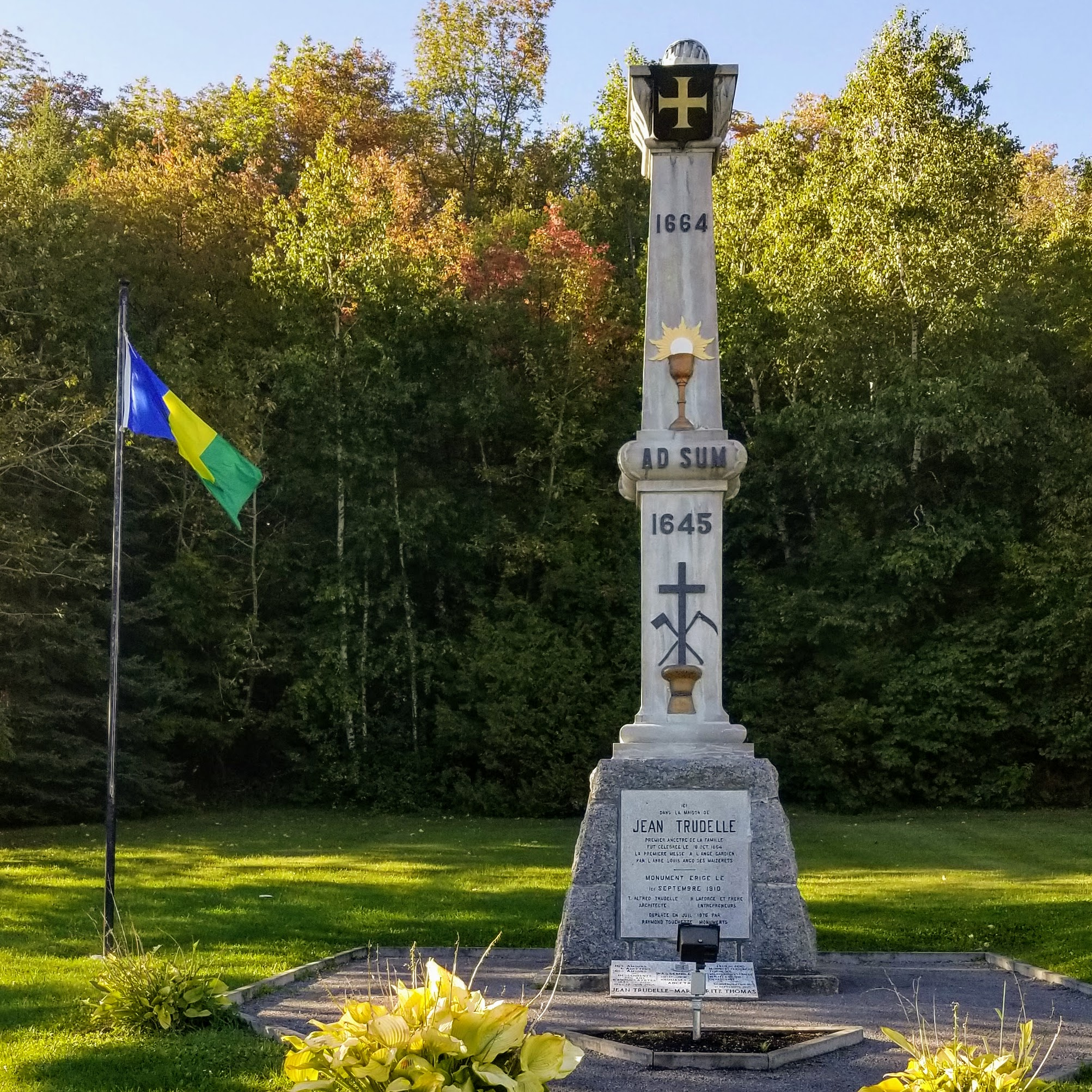
Monument commémoratif (1909) sur les fondations de la maison de Jean Trudelle.